# 琉球王國的城堡以及相關遺產群
琉球王國的城堡以及相關遺產群是指位在日本沖繩島的古蹟群，包括琉球國的城牆遺跡、御嶽（神域）以及王陵等。在琉球語中，指的是「用石塊圈圍之地」，並引申為「城堡」或「堡壘」。此遺跡群在2000年被聯合國教科文組織登錄為世界遺產。

## 概要
12世紀琉球開始出現了國家，史稱三山時代，直到15世紀才被統一為琉球王國。琉球國的文化，揉合了這段時期當地文化及日本、中國等文化，形成了相當特殊的文化風貌。其中，最具有代表性的就是琉球式城堡。琉球式城堡既具有農業中集村的特徵，但也具有城堡應有的防禦功能。此外，列為世界遺產範圍的還有御嶽。御嶽是琉球特有的一種宗教設施，祭拜的是當地神話中的神及祖先。

## 登錄範圍
以下列出此遺產所保護的範圍。
- 今歸仁城跡：已毀壞
- 座喜味城跡：已毀壞
- 勝連城跡：已毀壞
- 中城城跡：已毀壞
- 首里城跡：已毀壞
- 玉陵
- 識名園
- 園比屋武御嶽石門
- 齋場御嶽

- 註：「○○城跡」僅被使用在聯合國的文件上，指該世界遺產。日常生活中通常還是使用「○○城」的稱呼。

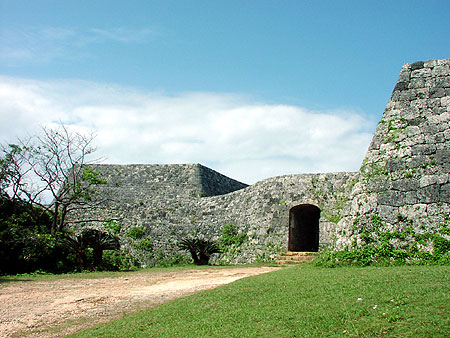
座喜味城跡
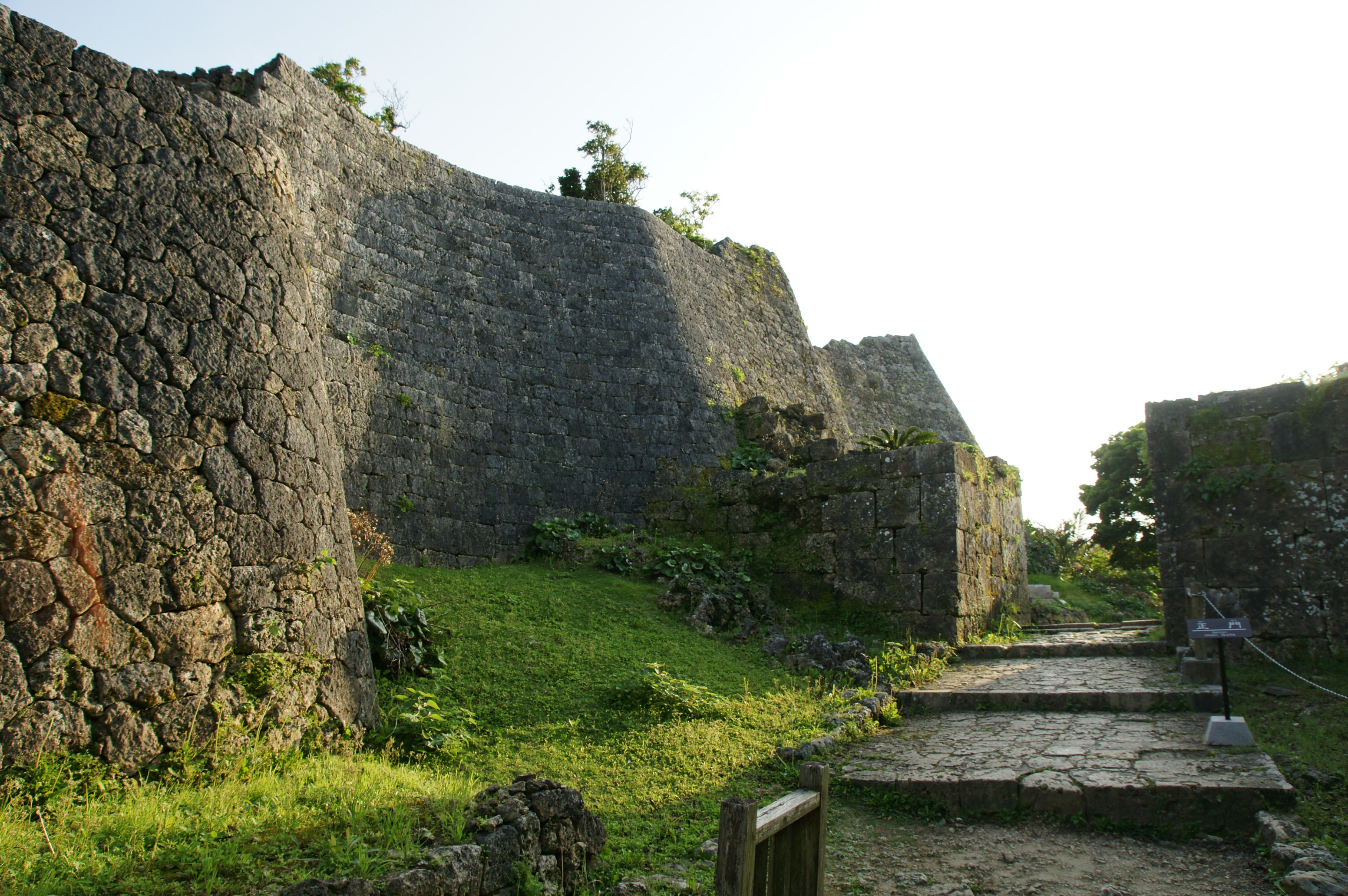
中城城跡
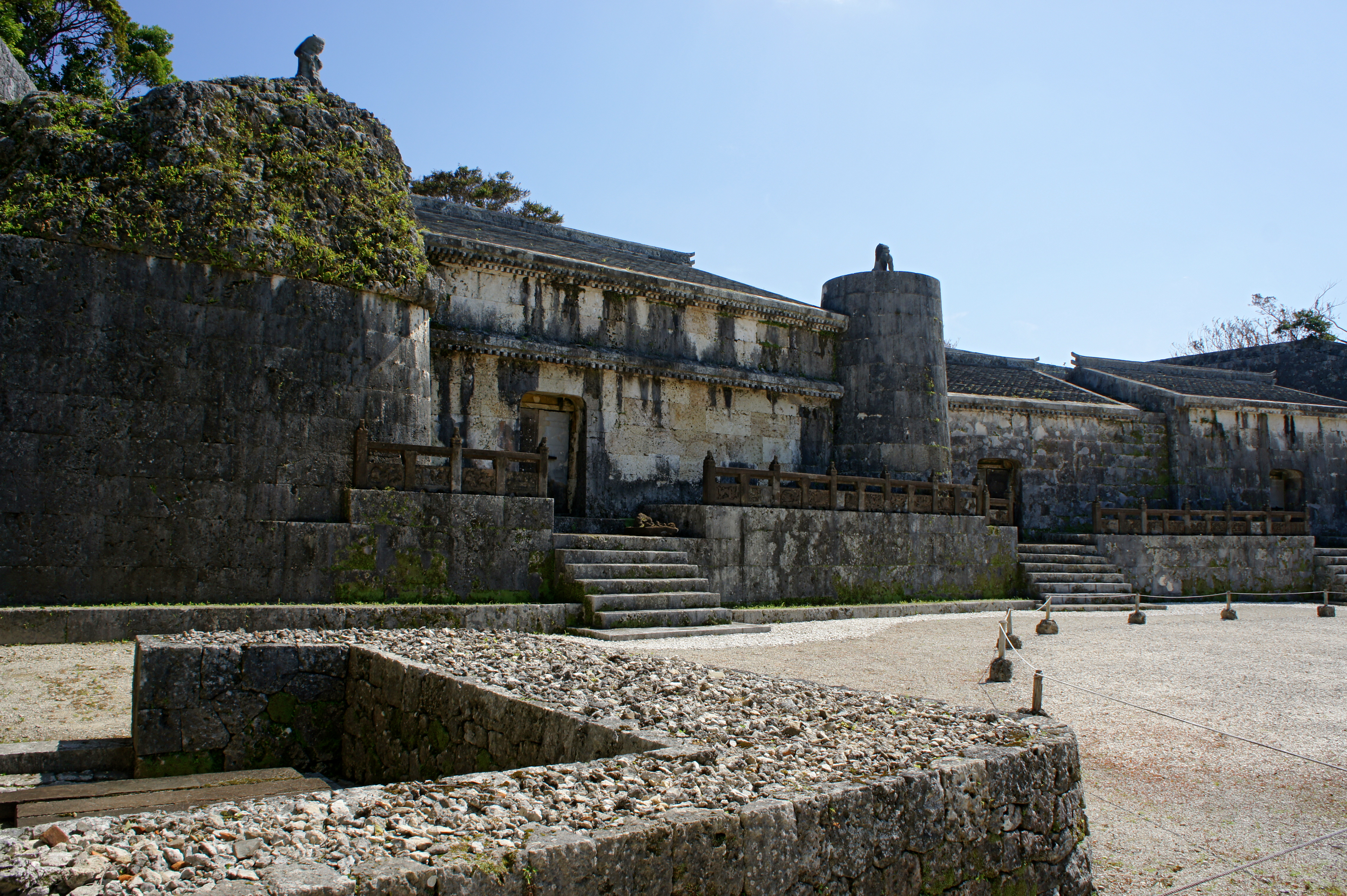
玉陵
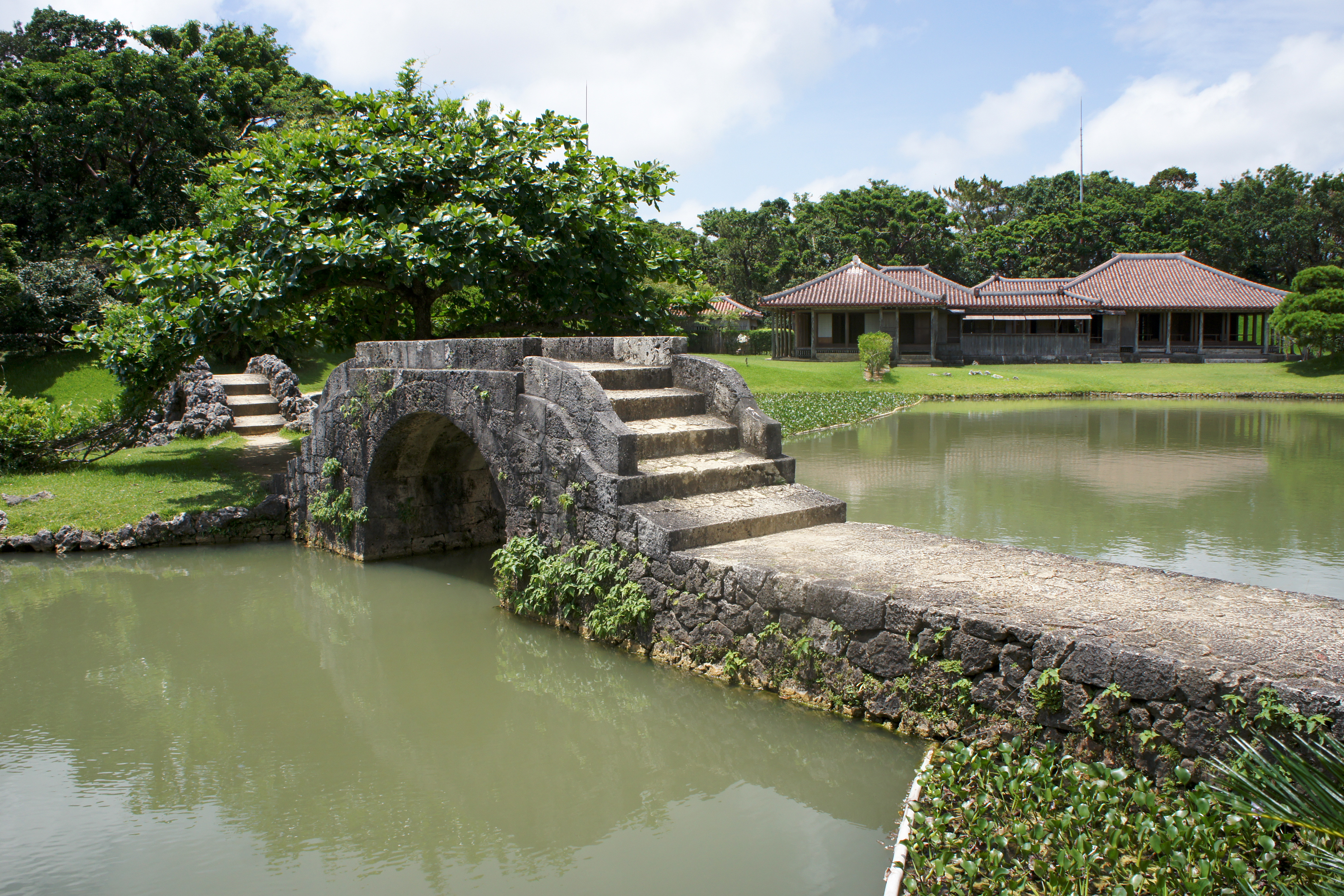
識名園

## 登錄標準
该世界遗产被认为满足世界遺產登錄基準中的以下基準而予以登錄：
- （ii）在某期间或某种文化圈里对建筑、技术、纪念性艺术、城镇规划、景观设计之发展有巨大影响，促进人类价值的交流。
- （iii）呈现有关现存或者已经消失的文化传统、文明的独特或稀有之证据。
- （vi）具有显著普遍价值的事件、活的传统、理念、信仰、艺术及文学作品，有直接或实质的连结（世界遗产委员会认为该基准应最好与其他基准共同使用）。

对标准（ii）具体阐释为“几个世纪以来，琉球群岛一直是东南亚，中国，韩国和日本之间经济和文化交流的中心，而幸存的古迹生动地证明了这一点。”
对标准（iii）具体阐释为“琉球王国的文化在特殊的政治和经济环境中发展和繁荣，赋予其独特的文化品质。”
对标准（vi）具体阐释为“琉球圣地是土著自然和祖先崇拜的一个杰出例子，它与其他已建立的世界宗教一样，一直保存到现代。”

## 保護

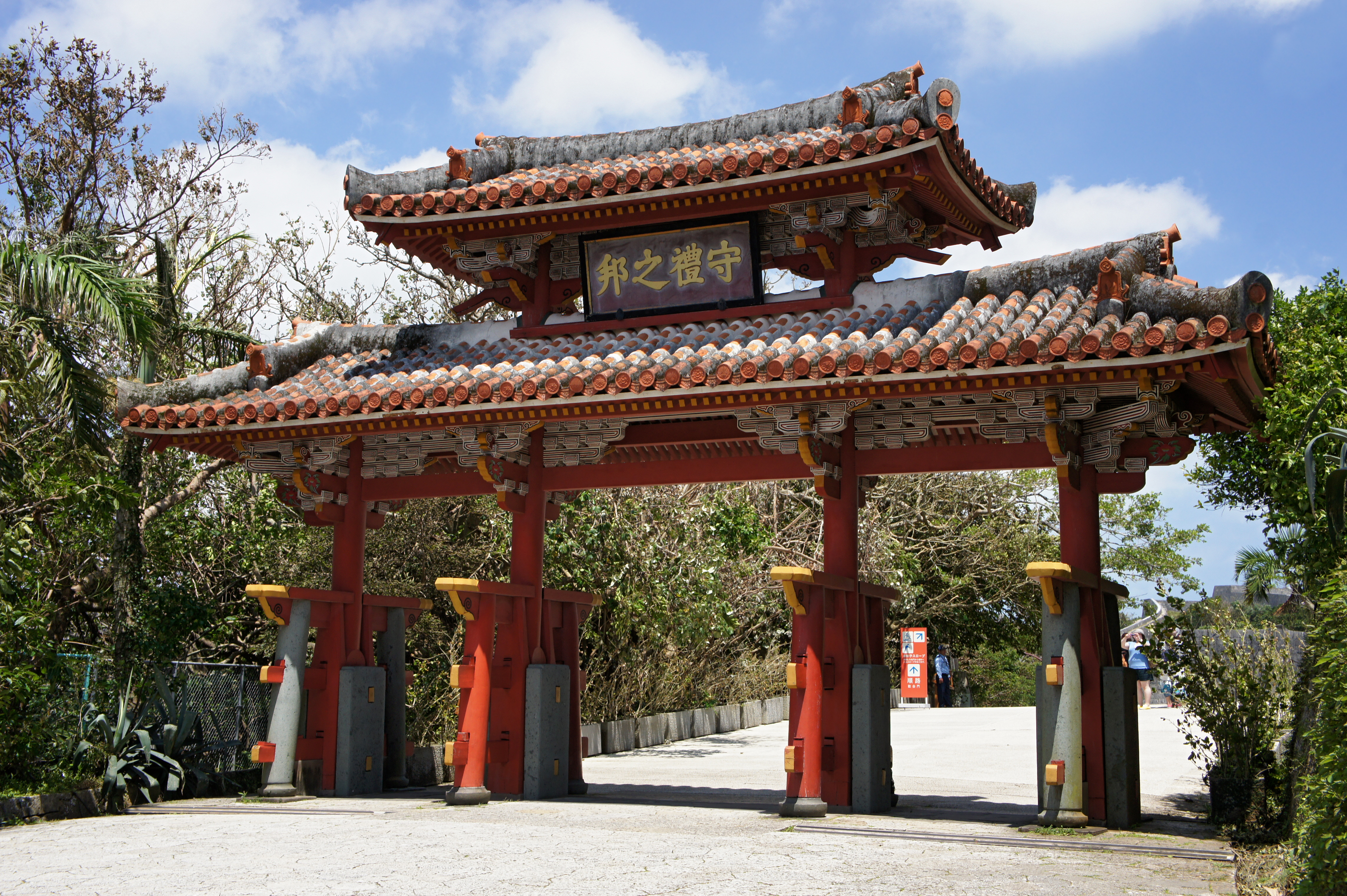
首里城守禮門（復原）

琉球國的遺址在第二次世界大戰中受到非常嚴重的破壞，尤其是日本軍隊司令部所在的首里城，受到的破壞最為慘重。戰後，日本政府基於國寶保護法、史蹟名勝天然物保護法，以及當地民眾的期望，對這些資產進行修復。其中最大的工程就是修復首里城正殿。目前各遺產均在日本政府的負責下完成了修復。

## 外部連結
维基共享资源上的相關多媒體資源：琉球國的古城遺址及相關遺跡
- 沖縄の世界遺産‧琉球王国のグスク及び関連遺産群 （页面存档备份，存于）
- Wonder Okinawa：琉球王国のグスク及び関連遺産群 （页面存档备份，存于）
- 琉球王国のグスク及び関連遺産群：日本の世界遺産 （页面存档备份，存于）